# Vicente de Carvalho
Vicente Augusto de Carvalho (Santos, 5 de abril de 1866 — Santos, 22 de abril de 1924) foi um advogado, jornalista, político, abolicionista, fazendeiro, deputado, magistrado, poeta e contista brasileiro.

## Biografia
Era filho do major Higino José Botelho de Carvalho, dono de uma loja de ferragens, e de Augusta Carolina Bueno, descendente de Amador Bueno.
Estudou no Seminário Episcopal de São Paulo depois no colégio Norton e colégio Mamede.
Por não ter a idade mínima para se matricular na Faculdade de Direito de São Paulo, obteve permissão especial da Assembleia Geral do Império pelo decreto 3075 de 17 de julho de 1882.
Formou-se em 8 de novembro de 1886 com 20 anos de idade no curso de ciências jurídicas e sociais.
Participa do movimento abolicionista se juntando aos caifases de Antonio Bento, ajudando escravos fugidos ao quilombo do Jabaquara.
Casou-se em 1888 com Ermelinda Ferreira de Mesquita, irmã do jornalista Júlio de Mesquita, do jornal Província de São Paulo (hoje Estado de São Paulo). Tiveram dezesseis filhos. Entre eles, Vicentina de Carvalho, a poetisa, e Arnaldo Vicente de Carvalho, jornalista.

### Deputado estadual
Em 1891 foi eleito deputado e participou da comissão de redação da Constituição do Estado de São Paulo.

### Secretário do Interior (1892)
Em 26 de fevereiro de 1892 foi nomeado Secretário de Interior do Estado de São Paulo na administração de Cerqueira César.
Autorizou a criação da Escola Superior de Agricultura, futura ESALQ, e a Escola Superior de Engenharia, futura Poli.
Na área do saneamento, tentou trazer Pasteur ao Brasil. Esse mandou seu aluno Felix Le Dantec. Criou o Hospital de Isolamento do Instituto Bacteriológico e o Instituto Vacinogênico além do Laboratório de Análise e de Bromatologia. Criou o serviço sanitário do estado.
Em 30 de setembro de 1892, se afastou da política definitivamente. Antes de sair, durante uma solenidade na câmara municipal, Vicente esbofeteou Alfredo Maia que insinuou haver falcatrua em uma operação imobiliária do seu ministério. Disse: "O senhor insultou-me em ofício: eis a resposta!"

### Fazendeiro e empresário
Em Franca, comprou a fazenda Frutal para plantar café. O negócio fracassou com a queda dos preços.
Em 1901 voltou a Santos e publica Solução para a Crise do Café, um livro feito de artigos publicados no O Estado de S. Paulo, arguindo que havia excesso de produção em frente à demanda. Propunha a destruição de um quinto da produção para equilibrar o mercado.
Em 1902 fundou com o sócio João da Silva Martins a Empresa de Navegação Fluvial Sul Paulista para explorar o transporte na ribeira do Iguape.

### Juiz de Direito
Em 1907 se transferiu para São Paulo. Um ano depois foi nomeado juiz de direito. Em 1914 foi nomeado ministro do Tribunal de Justiça do Estado de São Paulo.

## Preservação da orla de Santos
Em 1921 escreveu uma carta pública ao presidente Epitácio Pessoa que visitava Santos. Arguiu contra a privatização da orla em favor de sua preservação:
Sob pretexto de que esta praia é terreno de marinha, estão particulares tentando apropriar-se dela a título de aforamento. Entrando assim no domínio do privado, o tradicional logradouro público desapareceria fracionado, mutilado, despedaçado como por mãos de bárbaros [...] Deus do Céu! Que ideia essa de alguém que é o Governo Brasileiro, e o Governo de um brasileiro que se chama Epitácio Pessoa, vender pelo prato de lentilhas que a Bíblia consagrou na execração dos homens, uma linda e preciosa joia de família, da nossa família santista, da nossa família paulista, da nossa família brasileira.

## Poesia
Em 1885 publicou seu primeiro livro Ardentias. 
Três anos depois veio Relicário (1888). 
Em 1902 publicou Rosa, rosa de amor.
A obra que marcou sua carreira poética, Poemas e Canções, foi primeiro publicada em 1908 com prefácio de seu amigo Euclides da Cunha. Teve dezessete edições.
Também se encontra colaboração da sua autoria na revista Branco e Negro (1896-1898).

## Jornalismo
Como jornalista, colaborou em vários jornais, como O Estado de S. Paulo e A Tribuna. 
Em 1889, fundou o Diário da Manhã, em Santos e, em 1905, O Jornal.
Serviu como redator das revistas Ideia e República. Tendo publicado verso, estreou na prosa numa polêmica com o poeta Dias da Rocha.

## Avaliação
Roquete Pinto o considerava "grande cidadão [...] sempre interessado nas questões difíceis da república, juiz de peregrinas virtudes, exemplar representante dos melhores aspectos da sociedade que se formou."

## Homenagens
Uma das principais avenidas que seguem a orla de Santos tem seu nome.
Um distrito de Guarujá tem seu nome assim como um bairro no Rio de Janeiro.
No bairro do Boqueirão, em Santos, há uma estátua em bronze de autoria de Caetano Fracarolli. Na sua inauguração Guilherme de Almeida discursou: "poeta épico, e clássico, e lírico, e satírico, e popular, e parnasiano, e simbolista, e naturalista."

## Principais obras
- Ardentias 1885
- Relicário 1888
- Rosa, rosa de amor 1902
- Poemas e canções 1908
- Versos da mocidade 1909
- Verso e prosa, incluindo o conto "Selvagem" 1909
- paginas coladas 1911
- A voz dos sinos 1916
- lucinha, contos 1924

## Academia Brasileira de Letras
Foi o segundo ocupante da cadeira 29, que tem por patrono Martins Pena. Eleito em 1 de maio de 1909, na sucessão de Artur de Azevedo, foi recebido por carta na sessão de 7 de maio de 1910. Também foi membro da Academia Paulista de Letras.